# 양정고등학교 육상단
양정고등학교 육상단(培材高等學校陸上團, Yangchung High School Athletics Club)은 대한민국 서울특별시에 있는 육상 선수단이다. 양정고등학교가 운영하는 U-18 육상단이며, 2016년에 창단되었다. 1921년에 창단된 양정고등학교 육상단을 전신으로 하며, 2002년 운영이 잠시 중단되었다가 2016년에 다시 창단하였다.

## 수상 기록
| 시즌 | 대회                             | 수상   |
| ---- | -------------------------------- | ------ |
| 2021 | 제7회 도효자배 전국 고교10km대회 | 3위    |
| 2022 | 제38회 코오롱 고교구간마라톤대회 | 준우승 |
| 2023 | 제39회 코오롱 고교구간마라톤대회 | 4위    |

## 참고 문헌
- “스포츠지원포털 등록 현황”. 대한체육회.
- “대한육상연맹 선수단 등록 현황”. 대한육상연맹.
- “대한체육회 국내종합경기대회”. 대한체육회.
- 《대한체육회 50년》. 대한체육회. 1970. 2020년 11월 8일에 원본 문서에서 보존된 문서. 2022년 11월 5일에 확인함.
- 《대한체육회 70년사》. 대한체육회. 1990. 2020년 11월 8일에 원본 문서에서 보존된 문서. 2022년 11월 5일에 확인함.
- 《대한체육회 90년사》. 대한체육회. 2011. 2020년 11월 8일에 원본 문서에서 보존된 문서. 2022년 11월 5일에 확인함.
- 대한체육회 100주년 기념사업부 (2020). 《대한민국 체육 100년》. 대한체육회.

## 같이 보기
- 양정고등학교 (서울)
- 양정고등학교 육상단 (1921년)
- 양정고등학교 축구단
- 양정고등보통학교 야구단
- 양정고등보통학교 정구단